# Thomas John Gumbleton
Thomas John Gumbleton (Detroit, 26 gennaio 1930 – Detroit, 4 aprile 2024) è stato un vescovo cattolico statunitense.

## Biografia
Thomas John Gumbleton nacque a Detroit il 26 gennaio 1930.

### Formazione e ministero sacerdotale
Frequentò la Sacred Heart Seminary High School e successivamente il seminario "Sacro Cuore" dell'arcidiocesi di Detroit. Proseguì poi gli studi al seminario provinciale "San Giovanni" di Plymouth e alla Pontificia Università Lateranense. Conseguì un Bachelor of Arts nel 1952, un Master of Divinity nel 1956 e il dottorato in diritto canonico nel 1964.
Il 2 giugno 1956 fu ordinato presbitero dal cardinale Edward Aloysius Mooney. Dopo l'ordinazione presbiterale fu vicario parrocchiale e poi parroco della parrocchia di Sant'Alfonso a Dearborn.

### Ministero episcopale
L'8 marzo 1968 papa Paolo VI lo nominò vescovo ausiliare di Detroit e titolare di Ululi. Ricevette l'ordinazione episcopale il 1º maggio successivo per imposizione delle mani dell'arcivescovo metropolita di Detroit John Francis Dearden, coconsacranti il vescovo di Lansing Alexander Mieceslaus Zaleski e il vescovo ausiliare di Detroit Joseph Matthew Breitenbeck. Nel 1968 fu nominato vicario generale dell'arcidiocesi di Detroit. In seguito fu parroco delle parrocchie di San Luigi, Santo Spirito e San Leone.
Fu fondatore nel 1972 e poi presidente della sezione statunitense di Pax Christi, un'organizzazione dedicata alla promozione della pace. Rimase uno degli "ambasciatori della pace" dell'organizzazione. Nel dicembre del 1980 fondò la coalizione del Michigan per i diritti umani con l'ex vescovo episcopale Harry Coleman McGehee Jr e il rabbino Richard Hertz. Nel 1979 conseguì il Premio Pacem in Terris. Ricevette numerosi titoli accademici onorari, tra i quali diversi Doctor of Divinity da parte di diverse istituzioni universitarie.
Viaggiò estesamente, tenne discorsi e partecipò a veglie di preghiera e trasmissioni televisive e radiofoniche. Le sue omelie domenicali pronunciate nella parrocchia di San Leone furono documentate dal National Catholic Reporter dove monsignor Gumbleton scrisse molti articoli.
Nel 2006 diede una testimonianza scritta al Comitato giudiziario del parlamento dell'Ohio in cui ha spiegò il suo appoggio a un disegno di legge per l'estensione del termine di prescrizione per il reato di abuso sessuale a venti anni dopo il 18º compleanno della vittima, un disegno di legge che non trovò il favore dei vescovi dell'Ohio. Affermò di essere stato abusato sessualmente da un prete durante l'adolescenza in seminario. Ciò attirò l'attenzione dei media. Dichiarò: "Non voglio esagerare e non sono stato terribilmente danneggiato, non è stato il tipo di abuso sessuale che molte delle vittime hanno sperimentano". Aggiunse anche: "Sono intimidito, imbarazzato e voglio seppellirlo. Non lo ho mai detto ai miei genitori... Non lo ho mai detto a nessuno". Parlò così per incoraggiare i cattolici abusati a fare reclami attraverso i canali ufficiali. Poco dopo venne informato di aver violato con queste sue azioni la solidarietà della communio episcoporum (comunione episcopale) della legge canonica. L'arcivescovo di Detroit Adam Joseph Maida chiese quindi al prefetto della Congregazione per i vescovi, cardinale Giovanni Battista Re, di spingere monsignor Gumbleton a lasciare l'incarico di vescovo ausiliare avendo già raggiunto i 75 anni e non avendo ancora nemmeno presentato le dimissioni per raggiunti limiti di età.
Il 2 febbraio 2006 papa Benedetto XVI accettò la sua rinuncia all'incarico per raggiunti limiti d'età. Nel 2007 lasciò la guida della parrocchia di San Leone in obbedienza all'arcivescovo Adam Joseph Maida.
Nel 2012 firmò con altri studiosi cattolici una dichiarazione sulla riforma dell'autorità nella Chiesa cattolica.
Morì a Detroit il 4 aprile 2024 all'età di 94 anni.

## Opinioni

### Disobbedienza civile
Nel 1999 fu arrestato al di fuori della Casa Bianca insieme a undici altri manifestanti anti-guerra per disturbo della quiete pubblica. Monsignor Gumbleton fu anche un avversario della guerra in Iraq ed venne successivamente arrestato di nuovo fuori dalla Casa Bianca. Leader della disobbedienza civile, fu arrestato insieme al vescovo della Chiesa metodista C. Joseph Sprague, al rabbino Arthur Waskow, ai premi Nobel per la pace Mairead Corrigan e Jody Williams e a diversi membri di organizzazioni pacifiste. Fu l'unico vescovo cattolico in America ad aver fatto una simile azione di protesta contro la guerra. In passato fu arrestato anche a causa delle proteste contro le armi nucleari.

### Insegnamento cattolico in materia di omosessualità
Scrisse ampiamente sull'insegnamento cattolico in materia di omosessualità. Spesso descrisse la sua esperienza personale nell'avere un fratello omosessuale. Suo fratello Dan rivelò infatti alla famiglia di essere omosessuale tramite una lettera. Tale rivelazione lo costrinse a considerare la questione, da lui precedentemente ignorata.
Fu un sostenitore di New Ways Ministry, un movimento di difesa e giustizia per i cattolici omosessuali, bisessuali e transgender operante per la riconciliazione all'interno delle comunità cristiane e civili. Chiese anche ai sacerdoti e ai vescovi omosessuali di uscire allo scoperto e di essere veritieri a sé stessi e agli altri.
Durante il suo episcopato indossò talvolta una mitra con i simboli della croce, dell'arcobaleno e del triangolo rosa. Il triangolo rosa causò però alcune lamentele da parte di alcuni a causa della sua storia come simbolo dei diritti gay dopo il suo uso per identificare gli omosessuali nei campi di concentramento nazisti.

### Ordinazione degli omosessuali
Divenne noto per aver discusso sull'argomento con padre Baker sulle pagine della rivista America prima della pubblicazione dell'istruzione ufficiale della Santa Sede sull'argomento.

## Genealogia episcopale
La genealogia episcopale è:
- Cardinale Scipione Rebiba
- Cardinale Giulio Antonio Santori
- Cardinale Girolamo Bernerio, O.P.
- Arcivescovo Galeazzo Sanvitale
- Cardinale Ludovico Ludovisi
- Cardinale Luigi Caetani
- Cardinale Ulderico Carpegna
- Cardinale Paluzzo Paluzzi Altieri degli Albertoni
- Papa Benedetto XIII
- Papa Benedetto XIV
- Papa Clemente XIII
- Cardinale Marcantonio Colonna
- Cardinale Giacinto Sigismondo Gerdil, B.
- Cardinale Giulio Maria della Somaglia
- Cardinale Carlo Odescalchi, S.I.
- Cardinale Costantino Patrizi Naro
- Cardinale Lucido Maria Parocchi
- Papa Pio X
- Cardinale Gaetano De Lai
- Cardinale Raffaele Carlo Rossi, O.C.D.
- Cardinale Amleto Giovanni Cicognani
- Cardinale John Francis Dearden
- Vescovo Thomas John Gumbleton